# Darja Alexandrowna Owtschinnikowa
Darja Alexandrowna Owtschinnikowa (russisch Дарья Александровна Овчинникова; bei der FIS nach englischer Transkription Daria Ovchinikova; * 11. Oktober 1995 in Krasnojarsk) ist eine russische Skirennläuferin. Die dreifache russische Meisterin startet in allen Disziplinen.

## Biografie
Darja Owtschinnikowa stammt Krasnojarsk und begann im Alter von vier Jahren mit dem Skifahren.
Mit 15 Jahren bestritt sie in Sibirien ihre ersten FIS-Rennen. Im Januar 2014 gab sie in Spital am Pyhrn ihr Europacup-Debüt, konnte sich bislang aber nicht in den Punkterängen klassieren. Im Februar desselben Winters nahm sie in Jasná erstmals an Juniorenweltmeisterschaften teil. Bei fünf Starts erreichte sie dreimal das Ziel und belegte einen 38. Rang in der Super-Kombination als bestes Ergebnis. Bei zwei weiteren JWM-Teilnahmen (Hafjell 2015, Sotschi 2016) ging sie ebenso in allen fünf Einzelrennen an den Start. In Sotschi klassierte sie sich in jedem Rennen und erreichte einen neunten Platz in der Kombination als Topresultat. Am Ende der Saison 2013/14 gewann sie im Slalom ihren ersten von bislang drei Staatsmeistertiteln. 2016 war sie in Kombination und Riesenslalom erfolgreich.
Ihre bisher größten Erfolge erreichte Owtschinnikowa im Far East Cup, in dem sie einen Slalom und einen Super-G gewann und die Saison 2015/16 auf dem zweiten Gesamtrang abschloss. Außerdem errang sie bei der Winter-Universiade 2015 in der Sierra Nevada die Goldmedaille in der Super-Kombination. Bei ihrer zweiten Universiade in Almaty konnte sie nicht mehr an diese Leistung anknüpfen.

## Erfolge

### Far East Cup
- Saison 2015/16: 2. Gesamtwertung, 2. Super-G-Wertung, 2. Riesenslalomwertung, 2. Slalomwertung
- 11 Podestplätze, davon 2 Siege:

| Datum           | Ort         | Land     | Disziplin |
| --------------- | ----------- | -------- | --------- |
| 14. Januar 2016 | Bear’s Town | Südkorea | Slalom    |
| 16. März 2016   | Baikalsk    | Russland | Super-G   |

### Juniorenweltmeisterschaften
- Jasná 2014: 38. Super-Kombination, 42. Abfahrt, 57. Super-G
- Hafjell 2015: 33. Slalom, 38. Abfahrt
- Sotschi 2016: 9. Kombination, 12. Slalom, 17. Super-G, 19. Riesenslalom, 31. Abfahrt

### Weitere Erfolge
- 3 russische Meistertitel (Slalom 2014, Kombination und Riesenslalom 2016)
- Gold in der Super-Kombination bei der Winter-Universiade 2015
- 11 Siege in FIS-Rennen